# John Bonds Bideri
John Bonds Bideri (* 19. Juli 1958) ist ein ruandischer Politiker. 2019 wurde er in der Ostprovinz in den Senat gewählt. Er wurde am 17. Oktober 2019 eingeschworen. Für die Senatswahl 2024 trat er erneut erfolgreich in der Ostprovinz als Kandidat an.
Bideri ist zudem Vorsitzender der Pan African Climate Justice Alliance (PACJA), der Workforce Development Authority (WDA), des Rwinkwavu District Hospitals und von Participatory Ecological Land Use Management (PELUM).